# Kis barázdásholyva
A kis barázdásholyva (Omalium caesum) a rovarok (Insecta) osztályába, bogarak (Coleoptera) rendjébe és holyvafélék (Staphylinidae) családjába tartozó faj.

## Elterjedése
Holarktikus elterjedés jellemzi. A mérsékelten száraz, esetleg enyhén nedves talajokat kedveli.

## Megjelenése
Testhossza 3,5 mm. Testalkatát tekintve jellegzetes holyva-alkatú, a tipikus rövid szárnyfedőkkel, melyek alig takarják az első potrohszelvényt. A csápok bunkószerűek, megvastagodott végízek jellemzők rájuk, melyek, apró szőrökkel borítottak. A fejtető alsó részén jól megfigyelhetők a pontszemek. Az összetett szemek közepes nagyságukkal jól kiemelkednek a fej két oldalán. Nyakpajzsa majdnem szív alakú, erős barázdák figyelhetők meg a felszínén, színe a szárnyfedőkkel együtt vörösesbarna, a fej és a potroh olajosfekete színűek, karcsú lábai pedig sárgásbarnák.

## Életmódja
Mindenevő faj, állati fehérjék mellett virágport is fogyaszt. Minden erdei életközösségben megfigyelhető, jelenléte nem kötődik egy bizonyos növényzet-összetételhez. A lárvák az avarban élnek. az imágók főleg az alkonyi órákban aktívak, nyaranta. Ilyenkor csoportosan is repülnek.
A talaj felépítését tekintve azokat a talajokat kedveli, melyekben kisemlősök, főleg rágcsálók járatai vannak.